# Dir, Herr, dir will ich mich ergeben
Dir, Herr, dir will ich mich ergeben (À Toi, Seigneur, à Toi je veux me rendre), WAB 12, est un motet composé par Anton Bruckner vers 1845.

## Historique
Bruckner composa ce motet vers 1845, soit pendant son séjour à Kronstorf, soit au début de son séjour à l'Abbaye de Saint-Florian. Le manuscrit original, sur lequel figure aussi celui du Tantum ergo, WAB 43, est archivé à l'Abbaye. Le motet, qui a d'abord été publié dans le Volume II/3, pp. 114-115 de la biographie Göllerich/Auer, est édité dans le Volume XXI/9 de la Bruckner Gesamtausgabe.

## Texte
| Dir, Herr, dir will ich mich ergeben, dir, dessen Eigentum ich bin. Du nur allein, du bist mein Leben, und Sterben wird mir dann Gewinn. Ich lebe dir, ich sterbe dir, sei du nur mein, so g'nügt es mir. | À Toi, Seigneur, à Toi je veux me rendre, À Toi, à qui j'appartiens. Toi seul, Tu es ma vie, Et mourir me devient alors un profit. Je vis pour Toi, je meurs pour Toi, Si Toi seul tu es mien, je suis épanoui. |

Ce texte, qui a également été utilisé par Felix Mendelssohn dans son oratorio Paulus, est basé sur le neuvième verset de l'hymne Herr Gott, du kennest meine Tage par Ludwig Rudolph von Senftt zu Pilsach sur la lapidation de Saint Étienne.

## Composition
L'œuvre de 32 mesures en la majeur est un choral pour chœur mixte a cappella.
Comme Crawford Howie l'écrit, "In jener letzten der Nächte WAB 17 (vers 1848) et Dir, Herr, dir will ich mich ergeben WAB 12 (vers 1845) pour chœur mixte a cappella sont des harmonisations en forme de choral, probablement le produit des études de [Bruckner] auprès de Zenetti".

## Discographie
Il y n'a que quelques enregistrements de Dir, Herr, dir will ich mich ergeben :
- Balduin Sulzer, Chor des Linzer Musikgymnasiums, Stiftskirche Wilhering - Geistliche Musik – CD : Preiserrecords 90052CD, vers 1985
- Thomas Kerbl, Chorvereinigung Bruckner 2011, Anton Bruckner: Lieder/Magnificat – CD : LIVA 046, 2011
- Philipp von Steinäcker, Vocalensemble Musica Saeculorum, Bruckner: Pange lingua - Motetten - CD : Fra Bernardo FB 1501271, 2015

## Sources
- August Göllerich, Anton Bruckner. Ein Lebens- und Schaffens-Bild, vers 1922 – édition posthume par Max Auer, G. Bosse, Ratisbonne, 1932
- Max Auer, Anton Bruckner als Kirchenmusiker, G. Bosse, Ratisbonne, 1927
- Anton Bruckner – Sämtliche Werke, Band XXI: Kleine Kirchenmusikwerke, Musikwissenschaftlicher Verlag der Internationalen Bruckner-Gesellschaft, Hans Bauernfeind et Leopold Nowak (Éditeurs), Vienne, 1984/2001
- Cornelis van Zwol, Anton Bruckner 1824-1896 – Leven en werken, uitg. Thot, Bussum, Pays-Bas, 2012.  (ISBN 978-90-6868-590-9)
- Crawford Howie, Anton Bruckner - A documentary biography, édition révisée en ligne